# Héctor Fumaroni
Héctor Fumaroni (Buenos Aires, 23 de octubre de 1936) es un exfutbolista argentino.

## Clubes[1]
| Club                     | País      | Año       |
| ------------------------ | --------- | --------- |
| Dock Sud                 | Argentina | 1960      |
| Independiente de Mendoza | Argentina | 1961      |
| Lister Rossel            | Chile     | 1962      |
| Universidad de Chile     | Chile     | 1962-1964 |
| Audax Italiano           | Chile     | 1964-1965 |
| Ferrobadminton           | Chile     | 1966      |

## Palmarés

### Torneos nacionales oficiales
| Título           | Club                 | País  | Año  |
| ---------------- | -------------------- | ----- | ---- |
| Primera División | Universidad de Chile | Chile | 1962 |
| Primera División | Universidad de Chile | Chile | 1964 |